# Saint-Paul-d'Uzore
Saint-Paul-d'Uzore är en kommun i departementet Loire i regionen Auvergne-Rhône-Alpes i centrala Frankrike. Kommunen ligger i kantonen Montbrison som tillhör arrondissementet Montbrison. År 2022 hade Saint-Paul-d'Uzore 194 invånare.

## Befolkningsutveckling
Antalet invånare i kommunen Saint-Paul-d'Uzore
| Referens: INSEE |